# Saint-Père (Yonne)
Saint-Père è un comune francese di 378 abitanti situato nel dipartimento della Yonne nella regione della Borgogna-Franca Contea.

## Società

### Evoluzione demografica
Abitanti censiti